# Radu Timofte
Alexandru-Radu Timofte (n. 7 aprilie 1949, comuna Horia, județul Neamț – d. 19 octombrie 2009, București) a fost un om politic român, membru al PSD și senator între anii 1990-2001. El a îndeplinit funcția de director al Serviciului Român de Informații între anii 2001 - 2006.

## Biografie
Alexandru-Radu Timofte s-a născut la data de 7 aprilie 1949, în comuna Horia (județul Neamț); a absolvit Școala Superioară de Ofițeri "Nicolae Bălcescu" - arma grăniceri (1966 - 1969) și Academia de Înalte Studii Militare din București, Facultatea de Comandă și Stat Major (1974 - 1976), fiind ofițer activ în Ministerul Apărării Naționale până în anul 1988, când a fost trecut în rezervă, ca urmare a rămânerii ilegale în străinătate a surorii sale.
În perioada Revoluției din decembrie 1989, Radu Timofte a făcut parte din conducerea comitetului FSN din municipiul Roman.
În legislaturile 1990-2004, el a fost ales ca senator de Neamț pe listele FSN, FDSN și PDSR. În această calitate a îndeplinit funcțiile de președinte al Comisiei Parlamentare de anchetă pentru cercetarea evenimentelor violente desfășurate în zilele de 23-28 septembrie 1991 în Valea Jiului, București și alte localități din țară (1991-1992), vicepreședinte al Comisiei Parlamentare a României la Adunarea Parlamentară a NATO (1992-1996), membru în Comisia pentru apărare, ordine publică și siguranță națională (1992-2001) și președinte al aceleiași comisii, vicepreședinte al Comisiei parlamentare de control al activității Serviciului de Informații Externe SIE. Ca parlamentar, a inițiat peste 15 proiecte de lege adoptate de Parlamentul României. Timofte a demisionat din Parlament la data de 12 februarie 2001, fiind înlocuit de Tudor-Marius Munteanu. În legislatura 1990-1992, Radu Timofte a fost membru în grupurile parlamentare de prietenie cu Ungaria, Republica Italiană, Republica Coreea și Japonia. În legislatura 1992-1996, Radu Timofte a fost membru în grupurile parlamentare de prietenie cu Republica Federală Iugoslavia, Republica Panama și Republica Cipru. Radu Timofte a fost membru în comisia pentru apărare, ordine publică și siguranță națională. În legislatura 2000-2004, Radu Timofte a fost membru în comisia pentru apărare, ordine publică și siguranță națională. Radu Timofte a demisionat din Parlament pe data de 12 februarie 2001 și a fost înlocuit de senatorul Tudor-Marius Munteanu.
La data de 7 februarie 2001, a fost numit în funcția de director al Serviciului Român de Informații, nominalizarea sa de către președintele României fiind confirmată prin votul camerelor reunite ale Parlamentului. Colonelul (r) Alexandru-Radu Timofte din Ministerul de Interne  a fost înaintat la gradul de general de brigadă (cu 1 stea) în rezervă la 29 noiembrie 2001 .
El a obținut titlul de doctor în securitatea națională la Academia de Poliție din București la data de 25 august 2004, cu teza de doctorat intitulată Originile și mărirea, declinul și renașterea lumii informaționale secrete, elaborată sub coordonarea științifică a chestorului prof. univ. dr. Costică Voicu, rectorul Academiei de Poliție. Această lucrare tratează evoluția, modul de acțiune, transformarea și modernizarea serviciilor de informații din întreaga lume, cu accent și pe evoluția doctrinelor și a cadrului juridic, prezentând în mod deosebit tranziția serviciilor secrete din Europa de Est de la totalitarism la democrație, cu un accent deosebit pe serviciile românești .
La data de 20 iulie 2006, Alexandru Radu Timofte și-a prezentat demisia din funcția de director al SRI, ca urmare a situației create de eliberarea și dispariția lui Omar Hayssam (acuzat de terorism), împreună cu el demisionând și Gheorghe Fulga, directorul SIE și chestorul Virgil Ardelean, directorul Direcției generale de informații și protecție internă a Ministerului Administrației și Internelor.
Alexandru-Radu Timofte a fost căsătorit și tată a trei copii.

## Deces
Acesta a murit in urma unei leucemii..

## Decorații
Alexandru Radu Timofte a fost decorat cu următoarele ordine:
- Ordinul Național "Steaua României" în grad de Cavaler (30 noiembrie 2002)

## Lucrări publicate
Radu Timofte a elaborat și publicat personal sau în colaborare diverse lucrări specifice domeniilor în care și-a desfășurat activitatea. Menționăm următoarele:
- Lungul drum al serviciilor de informații către democrație (Ed. Academiei Naționale de Informații, București, 2004), 263 p.
- Originile și mărirea, declinul și renașterea lumii informațiilor secrete (Ed. Academiei Naționale de Informații, București, 2004), 555 p.